# Phronima stebbingi
Phronima stebbingi is een vlokreeftensoort uit de familie van de Phronimidae. De wetenschappelijke naam van de soort is voor het eerst geldig gepubliceerd in 1901 door Vosseler.